# Мидзутани, Ику
И́ку Мидзута́ни (яп. 水谷 郁 Мидзутани Ику) — японский композитор, автор музыки для видеоигр.
Родился в Осаке. Начал заниматься музыкой в детстве, с игры на пианино. В колледже освоил гитару.
После окончания школы начал работать композитором в компании Konami, где проработал три с половиной года. Среди работ этого времени — музыка к игре Metal Gear (1987), написанная совместно с другими музыкантами. В 1990-х и начале 2000-х годов сотрудничал с Natsume, создавая музыку для игр для разных платформ, включая MSX, Nintendo Entertainment System и Game Boy. В играх обычно указывался как Iku Mizutani, также встречались варианты Funny Iky, Ikky, Can Mizutani. В 1991 году совместно с Хироюки Ивацуки написал музыку для игры Chaos World.
В настоящее время является генеральным директором студии SoundFontain, основанной им в 2006 году.